# چاشنی عشق ما
چاشنی عشق ما (انگلیسی: Spice Up Our Love؛‏ کره‌ای: 사장님의 식단표) یک مجموعه تلویزیونی محصول کره جنوبی سال ۲۰۲۴ ساخته شده توسط کیم هه یونگ، نویسندگی جو مین جونگ، به کارگردانی جونگ هون و با بازی لی سانگ یی و هان جی هیون است. این مجموعه اسپین‌آف مجموعه تلویزیونی بدون سود بدون عشق (۲۰۲۴) به کارگردانی کیم هه یونگ است. چاشنی عشق ما در ۳ اکتبر ۲۰۲۴ از تیوینگ پخش شد و برای استریم در آمازون پرایم ویدئو در مناطق منتخب قابل دسترسی است.

## بازیگران
- لی سانگ یی در نقش کانگ ها جون[۱]

مدیرعامل جی‌بی الکتریک
- هان جی هیون در نقش سو یون سو[۱]

متخصص تغذیه

## تولید
چاشنی عشق ما اسپین‌آف مجموعه تلویزیونی بدون سود بدون عشق (۲۰۲۴) به کارگردانی کیم هه یونگ است. این مجموعه به نویسندگی جو مین جونگ، به کارگردانی جونگ هون، برنامه‌ریزی شده توسط سی‌جی ئی‌ان‌ام استودیوز و تولید شده توسط بن فکتوری است.
لی سانگ یی و هان جی هیون در ژوئیه ۲۰۲۴ برای این مجموعه انتخاب شدند و حضور آنها در اوت ۲۰۲۴ تأیید شد.

## انتشار
چاشنی عشق ما در ۳ اکتبر ۲۰۲۴ از تیوینگ پخش شد و برای استریم در آمازون پرایم ویدئو در مناطق منتخب قابل دسترسی است.